# Aatos Lehtonen
Aatos Lehtonen   (Hèlsinki, 15 de febrer de 1914 - Hyvinkää, 10 d'abril de 2005) fou un futbolista finlandès de la dècada de 1930 i entrenador.
Fou 19 cops internacional amb la selecció finlandesa amb la qual participà en els Jocs Olímpics de 1936. Pel que fa a clubs, destacà a Helsingin Ponnistus i Helsingin Jalkapalloklubi.